# Jan Pieterse
Johannes Aloysius Maria Pieterse, detto Jan (Oude-Tonge, 29 ottobre 1942), è un ex ciclista su strada olandese.

## Palmarès

### Olimpiadi
- 1 medaglia:
  - 1 oro (Tokyo 1964 nella corsa a cronometro a squadre)